# 于尼莱基佩
于尼莱基佩（法語：Ugny-l'Équipée，法語發音：[yɲi lekipe]）是法国上法蘭西大區索姆省的一个市镇，属于佩罗讷区。

## 地理
于尼莱基佩（49°49'2"N, 3°3'42"E）面积2.85 平方千米，位于法国上法蘭西大區索姆省，该省份为法国北部沿海省份，北起加来海峡省和北部省，西接滨海塞纳省和大西洋英吉利海峡，南至瓦兹省，东临埃纳省。
与于尼莱基佩接壤的市镇（或旧市镇、城区）包括：博瓦韦尔芒杜瓦、福雷斯特、朗希、杜伊、基维耶尔。
于尼莱基佩的时区为UTC+01:00、UTC+02:00（夏令时）。

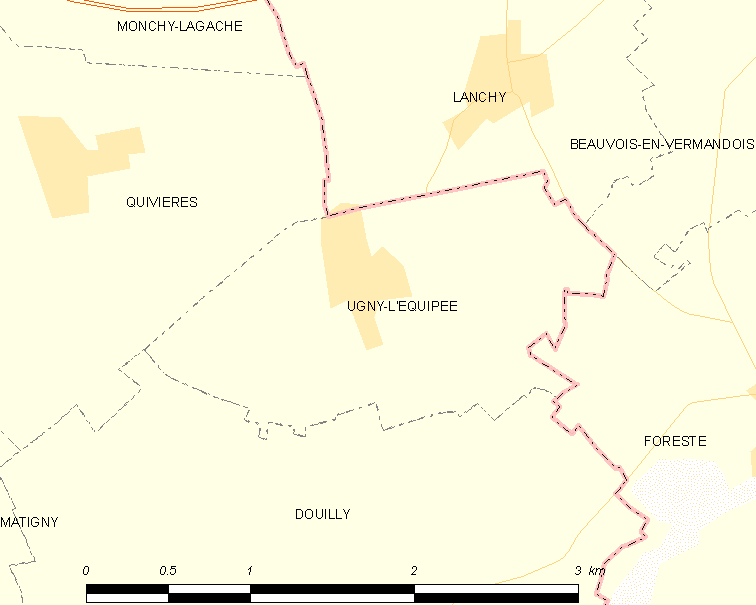
于尼莱基佩的OSM定位图

## 行政
于尼莱基佩的邮政编码为80400，INSEE市镇编码为80771。

## 政治
于尼莱基佩所属的省级选区为阿姆县。

## 人口

1962-2008年间于尼莱基佩人口变化图示

于尼莱基佩于2022年1月1日时的人口数量为30人。